# チャールズ・モンタギュー (初代ハリファックス伯爵)
初代ハリファックス伯爵チャールズ・モンタギュー（英: Charles Montagu, 1st Earl of Halifax, KG, PC, FRS、1661年4月16日 - 1715年5月19日）は、グレートブリテン王国の貴族、政治家、詩人。イギリスの財政確立に貢献する一方で文芸にも力を注いだ。

## 生涯
1661年、ノーサンプトンシャーのホートンでイングランド議会の下院議員ジョージ・モンタギューの息子として生まれた。初代マンチェスター伯爵ヘンリー・モンタギューは祖父で、清教徒革命（イングランド内戦）で議会派の司令官に就任した第2代マンチェスター伯爵エドワード・モンタギューは伯父、海軍軍人のサンドウィッチ伯爵エドワード・モンタギューは従叔父に当たる。
最初はウェストミンスター・スクールで学習に励み、1677年に奨学生に選ばれジョージ・ステップニーと交流を結んだ。1679年にケンブリッジ大学のトリニティ・カレッジに進学して1682年に卒業、1683年にフェローとしてトリニティ・カレッジへ戻りアイザック・ニュートンの教えを受けた。一方で1685年から詩にのめり込むようになり、1687年には友人のマシュー・プライアーと共作で『新版牝鹿と豹 田舎ネズミと町ネズミ物語』を発表、当時の桂冠詩人ジョン・ドライデンの作品『牝鹿と豹』を風刺して注目を集めた。
1689年にエセックスのマルドンから選出され下院議員となり、名誉革命後に開かれた議会に参加した。同年に従兄のマンチェスター伯ロバート・モンタギューの未亡人アン・イェルバートンと結婚、枢密院書記官職を購入して官僚としての道も歩んだ。
政界ではホイッグ党員として台頭、1694年にホイッグ党による内閣が成立するとジャントーの1人として閣僚に加えられ、財務府長官として財政を担当した。就任前の1693年に国債制度を作り、1694年に銀行家ウィリアム・パターソンとともにイングランド銀行を創立、預金に利息を加えて返却する方法を取り顧客からの収入で大同盟戦争の軍資金を調達した。1695年にニュートン及びジョン・ロックとジャントーの一員であるジョン・サマーズと協議して翌1696年に銀貨の質を戻すべく改鋳も行い、イギリス財政確立の役目を果たした。
1697年に第一大蔵卿も兼任、1698年と1699年にウィリアム3世から国王不在のイングランドを支える摂政団の1人に選ばれ、大同盟戦争終結後にトーリー党が勢力を伸ばすと財務府長官と第一大蔵卿を辞任して財務府会計監査官に転任、1700年にハリファックス男爵位を叙爵され上院に移った。文化との関わりも継続、1695年に王立協会のフェローに選出され、同年から1698年まで王立協会の会長を務めた。1696年4月にはニュートンに王立造幣局監事のポストを与えたり、プライアーをオランダのハーグ駐在大使秘書に抜擢、文芸クラブキット・キャット・クラブの中心人物となり、ジョゼフ・アディソンやウィリアム・コングレーヴらに就職の世話をしたり年金を提供するなど文化のパトロンとしての活動を広げた。
1701年に議会が開かれると、ウィリアム3世の命令を受け、議会に無断で1698年のスペイン分割条約に協議していたことを弾劾されかけたが、裁判が中止になったため難を逃れた。1702年にウィリアム3世の死後即位したアン女王からはホイッグ党の幹部であることから嫌われ遠ざけられたが、1706年にドイツのハノーファー選帝侯国を訪問して世子ゲオルク・アウグスト（後のイギリス王ジョージ2世）にガーター勲章を授ける役割を務め、スコットランドにも出向きイングランドとの合同交渉委員の1人に選ばれ、両国の合同条約に調印した。
1710年にトーリー党が政権を取ってからは同じトーリー党員のノッティンガム伯ダニエル・フィンチと組んで野党活動を展開、1714年にアンが亡くなりハノーファー選帝侯ゲオルク・ルートヴィヒがドイツからイギリスへ渡るまで摂政団の一員を務め、ゲオルク・ルートヴィヒがイギリス王ジョージ1世に即位、トーリー党が没落してホイッグ党が与党になると伯爵に叙せられ第一大蔵卿に復帰した。翌1715年に54歳で死去、子供がなかったためハリファックス伯位は消滅、残った男爵位は甥のジョージ・モンタギューが継承、やがて伯位も新設の形で受け継いでいった。